# Sub Zero Project
Sub Zero Project je nizozemské hardstyle DJ duo, které vzniklo v roce 2014. Jejich styl hudby může být nejlépe popsán konkrétně jako rawphoric rawstyle s prvky psytrance. Členy tohoto dua jsou Nigel Coppen, který je zároveň původním zakladatelem, a Thomas Velderman. Jsou tvůrci hymny "The Game Changer" pro festival Qlimax 2018. Jejich první hit "The Project" byl vydán v roce 2017, přes vydavatelství Dirty Workz.

## Členové
- Thomas Velderman (nar. 19. dubna 1996)
- Nigel Coppen (nar. 9. března 1997)

## Diskografie

### Alba
| Rok  | Název          | Počet skladeb |
| ---- | -------------- | ------------- |
| 2019 | Contagion      | 10            |
| 2014 | Let's Fight EP | 3             |
| 2014 | Scream EP      | 3             |

### Skladby
| Skladba                                            | Další umělci       | Rok  |
| -------------------------------------------------- | ------------------ | ---- |
| Fly With Me                                        |                    | 2022 |
| Rave Culture 2022                                  |                    | 2021 |
| Trip To Mars (Astronauts)                          |                    | 2021 |
| Fight As One                                       | Dimatik            | 2021 |
| BASE                                               | E-Life             | 2021 |
| Sinners Paradise                                   | Rebelion           | 2021 |
| A New Beginning                                    |                    | 2021 |
| Halo                                               | Diandra Faye       | 2021 |
| Obey No More                                       | Warface            | 2021 |
| Enter the Realm                                    |                    | 2020 |
| Time Machine                                       | MC Stretch         | 2020 |
| Project X                                          | Timmy Trumpet      | 2020 |
| The Silence (Of My Sins)                           | Diandra Faye       | 2020 |
| The Remedy                                         | Diandra Faye       | 2020 |
| Rave Into Space                                    |                    | 2020 |
| Face of a Champion                                 | Coone              | 2019 |
| PSYchopath                                         |                    | 2019 |
| All for One                                        |                    | 2019 |
| Be My Guide                                        |                    | 2019 |
| Call of the Sacred                                 | Phuture Noize      | 2019 |
| All Night                                          | Bryant Powell      | 2019 |
| The Source                                         | Frequencerz        | 2019 |
| The Solution                                       | Villain            | 2019 |
| Break the Game                                     | KELTEK             | 2019 |
| Amen                                               | Headhunterz        | 2019 |
| Patient Zero                                       |                    | 2019 |
| The Contagion                                      | Christina Novelli  | 2019 |
| Darkest Hour (The Clock)                           | D-Block & S-te-Fan | 2019 |
| Heroes of the Night (Intents Festival 2019 Anthem) | D-Sturb            | 2019 |
| Tombs of Immortality                               | Ecstatic           | 2019 |
| Rockstar                                           | Timmy Trumpet, DV8 | 2018 |
| The Game Changer (Qlimax 2018 Anthem)              |                    | 2018 |
| We Are The Fallen                                  | Phuture Noize      | 2018 |
| Our Church                                         | Headhunterz        | 2018 |
| The XPRMNT                                         |                    | 2018 |
| Unity                                              | LXCPR              | 2018 |
| March of the Rebels                                | MC Diesel          | 2018 |
| Stand Strong (Q-Base 2017 Hangar OST)              | Meccah Dawn        | 2017 |
| DSTNY                                              | Devin Wild         | 2017 |
| Ready for This                                     | Sub Sonik          | 2017 |
| Basstrain                                          | GLDY LX            | 2017 |
| Wake Up                                            | Zatox, Nikkita     | 2017 |
| Playing with Fire                                  |                    | 2017 |
| Here Comes The Boom                                | E-Force            | 2017 |
| The Project                                        |                    | 2017 |
| DRKNSS                                             | Da Tweekaz         | 2016 |
| Meltdown                                           | Devin Wild         | 2016 |
| Let the Pistol Go                                  |                    | 2016 |
| Raise Your Fist                                    | Sub Sonik          | 2016 |
| Headbanger                                         | Sub Sonik          | 2016 |
| Get Your Hands Up                                  |                    | 2015 |
| This Is Madness                                    | Atmozfears         | 2015 |
| Funky Shit                                         |                    | 2015 |
| Madman                                             | Atmozfears         | 2015 |
| Hit The Funk                                       |                    | 2015 |
| Hell On Earth                                      | X-Pander           | 2015 |
| Vicktore                                           | Devin Wild         | 2014 |
| The End                                            |                    | 2014 |
| Let's Fight                                        |                    | 2014 |
| Fire                                               | X-Pander           | 2014 |
| Eternal                                            |                    | 2014 |
| Scream                                             |                    | 2014 |
| In The Shadows                                     | Festuca, X-System  | 2013 |

### Remixy
| Skladba                                               | Umělec           | Rok  |
| ----------------------------------------------------- | ---------------- | ---- |
| Hardstyle Disco (Da Tweekaz & Sub Zero Project Remix) | Yoji Biomehanika | 2018 |
| Doomed (Sub Zero Project Remix)                       | Headhunterz      | 2018 |
| Burn (Sub Zero Project Remix)                         | DJ Isaac         | 2017 |